# Edmondo De Amicis
Edmondo Mario Alberto De Amicis (Oneglia, 21 ottobre 1846 – Bordighera, 11 marzo 1908) è stato uno scrittore, giornalista e militare italiano.
È conosciuto per essere l'autore di Cuore, uno dei libri più popolari della letteratura mondiale per ragazzi.

## Biografia
Nacque nella piazza Vittorio Emanuele I, ora intitolata a suo nome, a Oneglia, prima che fosse accorpata a Porto Maurizio e ad altri 9 comuni nell'unica città di Imperia nel 1923. All'età di due anni la sua famiglia si trasferì in Piemonte, dapprima a Cuneo, dove il piccolo Edmondo studiò alle scuole primarie ed al liceo, quindi a Torino, dove frequentò il collegio Candellero.
Era di famiglia benestante: il padre Francesco (1791-1863), genovese originario del Centro Italia, copriva mansioni di regio banchiere di sali e tabacchi; la madre, Teresa Busseti, originaria dell'Alessandrino, faceva parte dell'alta borghesia. Sia la sua casa ligure (poi diventata sede della Guardia di Finanza) sia quella di Cuneo (poi diventata caserma militare "Carlo Emanuele", ai bastioni di Stura, con vista sul Monviso) erano ampie ed eleganti.

### Da soldato a giornalista
A sedici anni entrò nel collegio militare "Candellero" di Torino per preparare gli esami di ammissione all'Accademia militare di Modena, che frequentò fino all'estate del 1865, licenziandosi con il grado di sottotenente. Nel 1866 partecipò alla battaglia di Custoza, assistendo alla sconfitta italiana.
Divenne quindi giornalista militare, trasferendosi a Firenze per assumere la direzione de L'Italia militare, organo ufficiale del Ministero della guerra. Su questo giornale avviò la pubblicazione dei bozzetti militari, poi editi anche in altri giornali e infine raccolti in volume sotto il titolo La vita militare (1868). In un'edizione successiva, dell'anno seguente, vi aggiunse il bozzetto-reportage L'esercito italiano durante il colera del 1867, che molti interpretarono come un documento autobiografico, frutto di un'esperienza direttamente vissuta durante l'epidemia che colpì soprattutto la Sicilia. Alcuni dizionari biografici e testi di letteratura riportano erroneamente la permanenza di De Amicis in Sicilia nel 1867, mentre invece vi si era recato due anni prima, nel 1865, quando aveva fatto la sua prima guarnigione militare a Messina, ripartendo con il suo reggimento nell'aprile del 1866 per partecipare alla guerra contro l'Austria. Sull'isola sarebbe tornato soltanto nel 1906, su invito del poeta Mario Rapisardi. Il viaggio del De Amicis in Sicilia durante il colera del 1867 fu definitivamente smentito in maniera chiara e incontrovertibile da Piero Meli nel suo articolo Edmondo De Amicis e i fantasmi letterari del colera in Sicilia.
Sempre come giornalista militare, De Amicis collaborò poi con il quotidiano La Nazione di Firenze, per il quale scrisse articoli soprattutto sulla presa di Roma del 1870.

Nel quadro della produzione saggistico-narrativa  negli anni giovanili dell'Autore di 'Cuore', di spicco quella, cui diede aìre il volume 'Spagna' (due elaborazioni: 1871 e 1873), inerente i propri viaggi (cfr. la serie al completo qui in 'Opere'). Si tratta di scritti  -tradotti sino ad oggi in molte lingue-  di sicuro pregio e non solo 'letterario', importanti a livello storico-documentale e la cui elaborazione allora divenne la pietra di paragone, nel colorito elegante e con brio di molte loro pagine memorabili, per un reale rinnovamento, nella forma come nella sostanza, della miglior prosa italiana di viaggio di fine Ottocento.

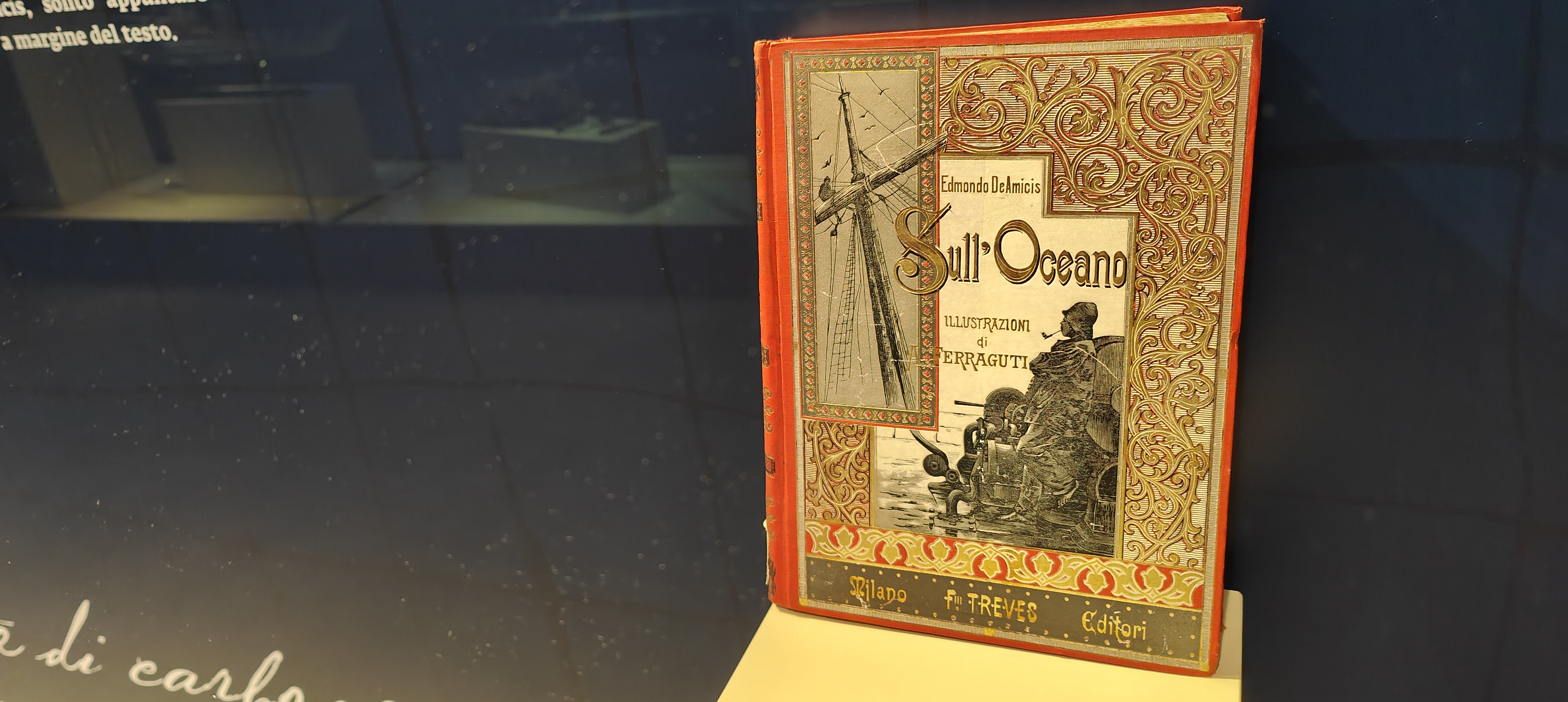
Sull'Oceano (1889), illustrazioni di Arnaldo Ferraguti (Museo Navale di Imperia)

Ancor più significativo fu il suo ulteriore viaggio in Argentina, raccontato nel romanzo Sull'Oceano e in una serie di bozzetti dedicati agli emigranti italiani, poi raccolti nel volume In America.

### Pinerolo
Dal 1877 De Amicis andò a vivere in Piemonte, viaggiando tra la casa di Torino e quella di Pinerolo, soprattutto durante i mesi estivi, presso l'elegante villa D'Aquiland, chiamata successivamente villa Accusani e quindi denominata La Graziosa (sul viale Gabotto, in quartiere San Maurizio). Qui scrisse Alle porte d'Italia, dedicato alla città e ai territori valligiani circostanti (un esempio per tutti: il capitolo de Le termopili valdesi, ambientato in zona Gheisa d'la tana di Angrogna). Nel 1884 la città di Pinerolo gli conferì la cittadinanza onoraria, con diploma datato 4 aprile. 
Da Casa Savoia ricevette il prestigioso Ordine Civile di Savoia, decorazione sabauda che veniva conferita ad artisti, letterati, imprenditori, scienziati, etc.

### Cuore
Dal 1884 circa lo scrittore visse nel suo alloggio-studio di Torino, presso il palazzo Perini di piazza San Martino 1 (ora piazza XVIII Dicembre), davanti alla vecchia stazione ferroviaria di Porta Susa, dove ancor oggi una targa lo ricorda. Qui De Amicis, ispirandosi alla vita scolastica dei suoi figli Furio e Ugo, allievi della Scuola elementare Boncompagni, scrisse quella che è considerata la sua più grande opera.
Pubblicato infatti per la prima volta il 18 ottobre 1886 (primo giorno di scuola di quell'anno) come libro per ragazzi, la casa editrice milanese Treves fece uscire Cuore, una raccolta di episodi ambientati tra i compagni di una classe elementare di Torino, provenienti da regioni diverse, e costruito come finzione letteraria di un diario di un ipotetico ragazzo, l'io narrante Enrico Bottini. Il romanzo ebbe subito grande successo, tanto che in pochi mesi si superarono quaranta diversi tipi di edizioni e decine di traduzioni in lingue straniere.
Il libro fu di forte carattere educativo-pedagogico (insieme al successo italiano di soli tre anni prima Le avventure di Pinocchio di Carlo Collodi), molto apprezzato perché ricco di spunti morali attorno ai miti affettivi (da cui il titolo) e patriottici del Risorgimento. Tuttavia fu ampiamente criticato dai cattolici per l'assenza totale di tradizioni religiose (i bambini di Cuore non festeggiano nemmeno il Natale), specchio politico delle aspre controversie tra il Regno d'Italia e papa Pio IX dopo la presa di Roma del 1870.
Dal 1889 De Amicis si avvicinò al socialismo, sposando nel 1891 le battaglie ideologiche e sociali di Filippo Turati, fino ad aderirvi totalmente nel 1896. Questo mutamento d'indirizzo è visibile nelle sue opere successive, in cui presta molta attenzione alle difficili condizioni delle fasce sociali più povere, superando le idee nazionalistiche che avevano animato Cuore. Amico di Turati, collaborò a giornali legati al Partito socialista, come la Critica Sociale e La lotta di classe.
La sua iniziazione alla massoneria non viene considerata certa da alcuni storici, mentre altri lo ritengono iniziato alla Loggia Concordia di Montevideo, presieduta da D. Triani, presumibilmente all'Obbedienza della Gran Loggia dell'Uruguay. Nel 1895, infatti, fu proprio De Amicis a pronunciare il saluto massone al torinese Giovanni Bovio, in occasione della rappresentazione teatrale del dramma San Paolo, a sua volta interpretato da un altro massone, l'attore Giovanni Emanuel. A tal proposito, alcuni critici sostengono che Cuore sia stato un libro di forte ispirazione massonica, dove si sostituiscono il cattolicesimo degli italiani con la religione laica della Patria, la Chiesa con lo Stato, il fedele con il cittadino, i Comandamenti con i Codici, il Vangelo con lo Statuto, i martiri con gli eroi.
Dopo il successo di Cuore seguirono altri libri, come il già citato Sull'oceano (1889), che racconta le condizioni dei poverissimi emigranti italiani verso l'America, seguito da Il romanzo di un maestro (1890, da cui è stato tratto nel 1959 lo sceneggiato televisivo omonimo), Amore e ginnastica (1892, da cui è stato tratto il film omonimo), La maestrina degli operai (1895, da cui è stato tratto il film La signorina e il teppista) e La carrozza di tutti (1899), ritratto della città di Torino vista da un tram.
A seguire scrisse ancora, per Il grido del popolo di Torino, numerosi articoli d'ispirazione socialista, raccolti successivamente nel libro Questione sociale (1894).

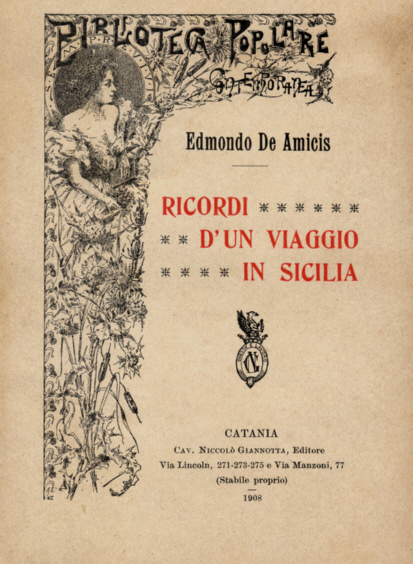
Ricordi d'un viaggio in Sicilia (1908), collezione di Francesco Paolo Frontini

### Ultimi anni
Gli ultimi anni furono rattristati sia dalla morte della madre Teresa, alla quale era molto legato, sia dai continui screzi con la moglie Teresa Boassi, che aveva sposato nel 1875. Si scatenavano spesso tra i due delle accese liti, che contribuirono probabilmente al suicidio del figlio maggiore Furio. Questi si sparò nel novembre 1898 un colpo di pistola presso una panchina del parco del Valentino. L'altro figlio, Ugo, si ritirò nella solitudine delle passeggiate in montagna. Non solo questi eventi funesti portarono lo scrittore a cambiare casa, trasferendosi da piazza San Martino in un piccolo studiolo dell'appena terminata via Pietro Micca (al numero 10), ma, qualche anno dopo, ad allontanarsi definitivamente da Torino.

Nel 1903, in occasione della sua elezione a socio dell'Accademia della Crusca, soggiornò brevemente nella città della sua giovinezza, Firenze. Nel 1906 tornò a Catania a trovare il suo collega scrittore ed ex commilitone Mario Rapisardi, immaginando l'incontro come quello di 
(Edmondo De Amicis)
Il ministro Vittorio Emanuele Orlando lo chiamò, insieme a Fogazzaro, a far parte del Consiglio Superiore dell'Istruzione. Le ultime sue opere furono L'idioma gentile (1905), quindi Ricordi d'un viaggio in Sicilia e Nuovi ritratti letterari e artistici (questi ultimi due poco prima di morire).
(Epigrafe di Mario Rapisardi)
Nel 1908, durante un soggiorno a Bordighera, fu colpito da un'emorragia cerebrale e morì in una camera dell'allora hotel Regina, albergo scelto dallo scrittore perché vi aveva abitato pochi anni prima il poeta George MacDonald, che proprio lì aveva fondato il centro culturale letterario Casa Coraggio; l'edificio si trova in via Vittorio Veneto 34, dove due targhe commemorative li ricordano entrambi. Secondo le sue ultime volontà, il suo corpo fu immediatamente traslato e tumulato presso la tomba di famiglia, nel cimitero monumentale di Torino.

### Dopo la morte
L'unico figlio rimasto, Ugo, divenne avvocato e fu anche un modesto romanziere. Si sposò con Vittoria Bonifetti, ma non ebbero figli; morì nel 1962 e sua moglie Vittoria nel 1971. La cospicua eredità dei De Amicis (più di due miliardi di lire), che doveva essere destinata sia al Comune di Torino che a borse di studio per studenti poveri, sparì misteriosamente dai conti correnti sul finire degli anni 1960, scatenando delle cause legali.
Sul finire del XX secolo molti lavori di De Amicis furono nuovamente rivalutati, a partire dallo studio delle opere che furono oscurate dal successo di Cuore. Dopo che Italo Calvino ripubblicò il racconto Amore e ginnastica, vari studi critici hanno esplorato gli scritti di quello che è stato chiamato "l'altro De Amicis".
Nel 2011 Alitalia gli ha dedicato uno dei suoi Airbus A320-216 (EI-DSD).

## Opere
- L'esercito italiano durante il Colera del 1868, Milano, Bernardoni, 1869.
- La vita militare. Bozzetti, Milano E Treves 1868.
- Racconti militari. Libro di lettura ad uso delle scuole dell'esercito, Firenze, Le Monnier, 1869.
- Impressioni di Roma, Firenze, Faverio, 1870.
- Spagna, Milano, Cerveteri, 1871; Firenze, Barbera, 1873.
- Pagine sparse, Milano, Tipografia editrice lombarda, 1874; 1876.
- Novelle, Firenze, Le Monnier, 1872; Milano, Treves, 1879.
- Ricordi del 1870-71, Firenze, Barbera, 1872.
- Ricordi di Londra, Milano, Treves, 1874.
- Olanda, Firenze, Barbera, 1874.
- Marocco, Milano, Treves, 1876.
- Costantinopoli, Milano, Treves, 1877.
- Ricordi di Parigi, Milano, Treves, 1879.
- Gli effetti psicologici del vino, Torino, Loescher, 1881.
- Ritratti letterari, Milano, Treves, 1881.
- Poesie, Milano, Treves, 1881.
- Gli amici, Milano, Treves, 1883.
- Alle porte d'Italia, Roma, Sommaruga, 1884.
- Cuore. Libro per i ragazzi, Milano, Treves, 1886.
- Sull'oceano, Milano, Treves, 1889.
- Il romanzo di un maestro, Milano, Treves, 1890.
- Il vino, Milano, Treves, 1890.
- Osservazioni sulla questione sociale. Conferenza detta la sera di giovedì 11 febbraio 1892 all'Associazione universitaria torinese, Torino, Roux, 1892.
- Amore e ginnastica, 1892.
- Fra scuola e casa. Bozzetti e racconti, Milano, Treves, 1892.
- Alle Fanciulle, Reggio Emilia, Caselli, 1894.
- Coraggio e costanza. Il viaggiatore Carlo Piaggia, Torino, Paravia, 1895 (1878).
- Ai fanciulli irredenti. Padri e figli, Milano, Morosini, 1895.
- Ai ragazzi. Discorsi, Milano, Treves, 1895.
- La maestrina degli operai, Milano, Treves, 1895.
- La lettera anonima, Milano, Treves, 1896.
- Il 1º maggio. Discorso tenuto all'Associazione generale degli operai la sera del 1º maggio 1896, Torino, Libreria editrice socialista del Grido del popolo, 1896.
- Ai nemici del socialismo, Novara, Repetto, 1896.
- Collaboratori del socialismo; Compagno, Milano, Morosoni, 1896.
- Nel campo nemico. Lettera a un giovane operaio Socialista, Firenze, Tip. Cooperativa, 1896.
- Pensieri e sentimenti di un socialista, Pavia, Tipografia e legatoria cooperativa, 1896.
- Socialismo e patria, Milano, Monti, 1896.
- Per l'idea. Bozzetti, Novara, Repetto, 1897.
- Gli azzurri e i rossi, Torino, Casanova, 1897.
- Il socialismo e l'eguaglianza, Diano Marina, Tip. artistica, 1897.
- Il socialismo in famiglia. La causa dei disperati, Milano, Ramperti, 1897.
- In America, Roma, Voghera, 1897.
- Le tre capitali. Torino, Firenze, Roma, Catania, Giannotta, 1898.[22]
- La carrozza di tutti, Milano, Treves, 1899.
- Lotte civili, Firenze, Nerbini, 1899.
- Consigli e moniti, Firenze, Nerbini, 1900.
- Memorie, Milano, Treves, 1900.
- Il mio ultimo amico, Palermo, Biondo, 1900.
- Speranze e glorie. Discorsi, Catania, Giannotta, 1900.
- A una signora. Lettera aperta, Firenze, Nerbini, 1902.
- Capo d'anno. Pagine parlate, Milano, Treves, 1902.
- Nel giardino della follia, Livorno, Belforte, 1902.
- Un salotto fiorentino del secolo scorso, Firenze, Barbera, 1902.
- Una tempesta in famiglia. Frammento, Valenza, Battezzati, 1904.
- Nel regno del Cervino. Nuovi bozzetti e racconti, Milano, Treves, 1905.
- L'idioma gentile, Milano, Treves, 1905.
- Pagine allegre, Milano, Treves, 1906.
- I lettori di manoscritti, Milano, L'illustrazione italiana", 1906.
- Nel regno dell'amore, Milano, Treves, 1907.
- Compagnia. Scenette scritte per essere recitate dai bimbi, Torino, Tip. Cooperativa, 1907.
- Per la bellezza di un ideale, Iesi, Tip. Flori, 1907.
- Ricordi d'un viaggio in Sicilia, Catania, Giannotta, 1908.
- Ultime pagine di Edmondo De Amicis:

I, Nuovi ritratti letterari e artistici, Milano, Treves, 1908;
II, Nuovi racconti e bozzetti, Milano, Treves, 1908;
III, Cinematografo cerebrale. Bozzetti umoristici e letterari, Milano, Treves, 1909.
- Primo Maggio, Milano, Garzanti, 1980.
- La piccola vedetta lombarda, illustrazioni di Paolo d'Altan, Novara, Interlinea edizioni, 2011
- Émile Zola. L'uomo, il polemista, lo scrittore, Roma, Ecra, 2019.